# Operacja siniawińska (1942)
Operacja siniawińska – operacja wojskowa zaplanowana przez Armię Czerwoną, mająca na celu przerwanie blokady Leningradu, który znajdował się w oblężeniu od prawie roku. W tym samym czasie niemiecki Wehrmacht planował operację "Nordlicht" (z niem. Północne Światło). Operacja miała na celu zdobycie Leningradu i połączenie się z wojskami fińskimi. Sprowadzono w tym celu dużą ilość posiłków z rejonu Sewastopola, który Niemcy zdobyli w lipcu 1942 roku. Obydwie strony nie wiedziały o przygotowaniach każdej ze stron i to spowodowało, że bitwa rozwinęła się w nieoczekiwany sposób dla obu stron.
Radziecka ofensywa przebiegała w dwóch fazach: Front Leningradzki rozpoczął ofensywę 19 sierpnia, a Front Wołchowski rozpoczął główną ofensywę 27 sierpnia. Od 28 sierpnia strona niemiecka przemieściła swoje siły, które rozpoczęły własną ofensywę stopniowo wyhamowując radzieckie natarcie. Pierwsze kontrataki Niemców nie powiodły się. Jednak siły radzieckie nie potrafiły tego wykorzystać. Po dziesięciodniowym pacie mocno wzmocnione siły niemieckie rozpoczęły kontratak 21 września. Po pięciu dniach zaciętych walk niemieckie siły otoczyły i odcięły wybrzuszenie utworzone przez radziecką ofensywę. Do 10 października linia frontu powróciła do sytuacji sprzed bitwy; zaciekłe walki trwały do 15 października, kiedy ostatnie punkty oporu wojsk radzieckich zostały zniszczone lub przełamane.
Ostatecznie radziecka ofensywa załamała się, ale potężne straty po stronie niemieckiej zmusiły Wehrmacht do przerwania kontrofensywy. W listopadzie niemieckie wzmocnienia plus inne jednostki zostały przesunięte z Grupy Armii "Północ" na południe w celu wzmocnienia wojsk toczących bitwę o Stalingrad i tym samym operacja "Nordlicht" została zaniechana.

## Tło
Oblężenie Leningradu rozpoczęło się wczesną jesienią 1941 roku. Do 8 września 1941 roku niemieckie i fińskie siły otoczyły miasto, odcinając wszystkie szlaki zaopatrzeniowe do Leningradu i do jego przedmieść. Jednak uderzenie na miasto nie powiodło się i tym samym Leningrad stał się przedmiotem długotrwałego oblężenia. Podczas zimy 1941–1942 miasto było częściowo zaopatrywane poprzez tzw. "Drogę życia", która prowadziła przez zamarznięte jezioro Ładoga i pozwoliła ona wytrwać obrońcom. Jednakże po zakończeniu oblężenia Sewastopola 4 lipca 1942 roku zwolniły się walczące tam oddziały Wehrmachtu i tym samym niemiecka 11. Armia została użyta w ataku na Leningrad.
Radzieckie siły próbowały przerwać oblężenie, które powodowało olbrzymie straty wśród ludności cywilnej jak i samego miasta, zwłaszcza jego przemysłu. Tzw. "Droga życia" była regularnie niszczona przez ataki niemieckiej Luftwaffe. Kilka mniejszych ofensyw przeprowadzono w 1942 roku w tym rejonie, ale i one zakończyły się niepowodzeniem. Ostatnia ofensywa w pobliżu Lubania zakończyła się okrążeniem i zniszczeniem większości jednostek 2. Armii Uderzeniowej. Pomimo tego otwarcie szlaku zaopatrzeniowego do Leningradu było tak istotne, że przygotowania do nowej operacji rozpoczęły się prawie natychmiast po klęsce pod Lubaniem.

## Przygotowania
Teren na południe od jeziora Ładoga jest podmokły i gęsto porośnięty lasem. Takie ukształtowanie terenu wpłynęło poważne na osłabienie mobilności pojazdów i artylerii. Dodatkowo las chroni skutecznie przed obserwacją na obydwóch kierunkach. Jedną z kluczowych lokalizacji były Wzgórza Siniawińskie, które wznosiły się ok. 150 m nad otaczającym je płaskim terenem. Wzgórza były jednym z nielicznych dobrych punktów obserwacyjnych i nie były podmokłe. Linia frontu nie zmieniła się prawie w ogóle od ustanowienia blokady, co pozwoliło Niemcom zbudować gęstą sieć punktów oporu połączonych ze sobą rowami, chronionymi różnymi przeszkodami i wspieranymi ogniem artylerii i moździerzy.

### Plany Niemców
Plan zdobycia Leningradu na przełomie lata i jesieni 1942 roku zrodził się wpierw w OKW (Oberkommando der Wehrmacht). Była to Dyrektywa nr 41 z 5 kwietnia 1942 roku. Dyrektywa podkreślała, że zdobycie Leningradu i ofensywa na Kaukaz to nadrzędne cele letniej kampanii na froncie wschodnim. Podczas dyskusji z Hitlerem 30 czerwca dowódca Grupy Armii "Północ" feldmarsz. Georg von Küchler przedstawił kilka operacji, które pomogłyby przeprowadzić wspomnianą wcześniej dyrektywę. Po tych rozmowach OKH zaczęło przemieszczać ciężką artylerię z Sewastopola, w tym baterie oblężnicze Gustav, Dora i Karl, które miały pomóc w przełamaniu radzieckich linii obronnych i w zniszczeniu twierdzy kronsztadzkiej. Przemieszczanie wojsk zakończyło się 23 lipca, tego samego dnia Dyrektywa Hitlera nr 45 nakazała Grupie Armii "Północ" zająć Leningrad na początku września. Operacji nadano kryptonim "Feuerzauber" (Magiczny Ogień), a atak miał zostać przeprowadzony przez siły 11. Armii. Oprócz tego OKH wysłało VIII Korpus Lotniczy, który miał wspierać z powietrza siły lądowe. 30 lipca kryptonim operacji zmieniono na "Nordlicht" (niem. Północne Światło).
Operacja wymagała trzech korpusów armijnych, które miały przerwać obronę radziecką na południe od Leningradu. Jeden z korpusów miał wtedy odciąć wojska od strony południowej i zachodniej, podczas gdy pozostałe dwa korpusy miały skierować się na wschód i zniszczyć radzieckie siły między rzeką Newą a jeziorem Ładoga. W końcu te trzy korpusy miały zająć Leningrad bez poważniejszych walk ulicznych.
To miało z kolei zwolnić wojska związane z tym oblężeniem i użyć ich gdzieś indziej, co mogło sprawić, że zwycięstwo niemieckie na froncie wschodnim stałoby się znacznie bardziej prawdopodobne. W tym samym bowiem czasie Niemcy przygotowywali się do bitwy pod Stalingradem. W sumie 11. Armia miała pod swoim dowództwem w rejonie Leningradu ogólną liczbę 12 dywizji.

### Plany Rosjan
Związek Radziecki próbował znieść blokadę Leningradu przez cały 1942 rok. Podczas gdy zarówno ofensywa zimowa jak i operacja lubańska nie zdołały przerwać okrążenia, to teraz zaledwie 16 km dzieliło Front Leningradzki od Frontu Wołchowskiego. Ofensywa miała na celu połączenie sił tych dwóch frontów i ustanowienie szlaku zaopatrzeniowego do Leningradu. Ponieważ Front Leningradzki był w tym czasie słabszy, to z tego powodu Front Wołchowski miał przeprowadzić ofensywę, podczas gdy Leningradzki miał przeprowadzać lokalne ataki i zajmować przyczółki po drugiej stronie rzeki Newy. 8. Armia Frontu Wołchowskiego była czołową armią w tym ataku, zaś 4. Gwardyjski Korpus Strzelecki znajdował się w drugim rzucie, a nowo formująca się 2. Armia Uderzeniowa w trzecim.
Biorąc pod uwagę bardzo trudny i silnie ufortyfikowany teren wojska radzieckie (w odróżnieniu od poprzednich operacji) były dobrze zaopatrzone i uzbrojone. 8. Armia została wzmocniona czołgami i artylerią. Uśredniając, każda dywizja strzelecka była wsparta batalionem pancernym, kilkoma pułkami artylerii i jedną do dwóch bateriami Katiusz. To pozwoliło radzieckim siłom przemieścić od 60 do 100 dział i od 5 do 9 czołgów na każdy kilometr frontu głównej ofensywy. Wojska były uzbrojone w dużą ilość pistoletów maszynowych PPD-40 i PPSz-41. Do każdej baterii artylerii dołączono oddziały inżynieryjne, które powodowały zwiększenie mobilności jednostek.

## Ordre de Bataille
|  | Wehrmacht - 18. Armia (pierwsze siły 27 sierpnia) - XXVI Korpus Armijny - 223. Dywizja Piechoty - 227. Dywizja Piechoty - I Korpus Armijny - 96. Dywizja Piechoty - XXVIII Korpus Armijny - 121. Dywizja Piechoty - 5. Dywizja Górska - 28. Lekka Dywizja Piechoty - 11. Armia (posiłki dotarły 28 sierpnia) - XXX Korpus Armijny - 170. Dywizja Piechoty - 24. Dywizja Piechoty - 132. Dywizja Piechoty - 12. Dywizja Pancerna - 3. Dywizja Górska Luftwaffe - Luftwaffenkommando Ost - 1. Flota Powietrzna Luftwaffe - Jagdgeschwader 54 - Jagdgeschwader 77 | Armia Czerwona - 8 Armia - 6. Gwardyjski Korpus Strzelecki - 128. Dywizja Strzelecka - 3. Gwardyjska Dywizja Strzelecka - 19. Gwardyjska Dywizja Strzelecka - 24. Gwardyjska Dywizja Strzelecka - 191. Dywizja Strzelecka - 122. Brygada Pancerna - 4. Gwardyjski Korpus Strzelecki - 259. Dywizja Strzelecka - 22. Brygada Strzelecka - 23. Brygada Strzelecka - 32. Brygada Strzelecka - 33. Brygada Strzelecka - 53. Brygada Strzelecka - 137. Brygada Strzelecka - 140. Brygada Strzelecka - 98. Brygada Pancerna - 2 Armia Uderzeniowa - 327. Dywizja Strzelecka - 6. Brygada Strzelecka - 4. Brygada Pancerna Radzieckie Siły Powietrzne - 14. Armia Lotnicza |

## Bitwa
Żadna ze stron nie wiedziała, że przeciwnik szykuje ofensywę w tym regionie. Niemieckie siły zdały sobie sprawę z tego, że radzieckie działania były przeprowadzone na szeroką skalę dopiero w ciągu kilku dni po rozpoczęciu ataku 8. Armii, co nastąpiło 27 sierpnia 1942 roku. To spowodowało, że 11. Armia i VIII Korpus Lotniczy zmieniły swoje pierwotne zadania i wdały się w walkę z głównym uderzeniem radzieckiej ofensywy, tym samym rezygnując bezpośrednio z ofensywy na Leningrad. Podobnie radzieckie wojska były nieświadome przemieszczenia 11. Armii w rejon Leningradu i spodziewały się tylko napotkać jednostki 10 dywizji 18. Armii. Innymi słowy przemieszczenie jednostek niemieckich z Krymu nie zostało przez Rosjan wykryte. To oznaczało z kolei, że radzieckie siły rozpoczynały ofensywę bez przewagi liczebnej zanim bitwa się jeszcze w ogóle rozpoczęła.

### Radziecka ofensywa, Front Leningradzki, 19-26 sierpnia

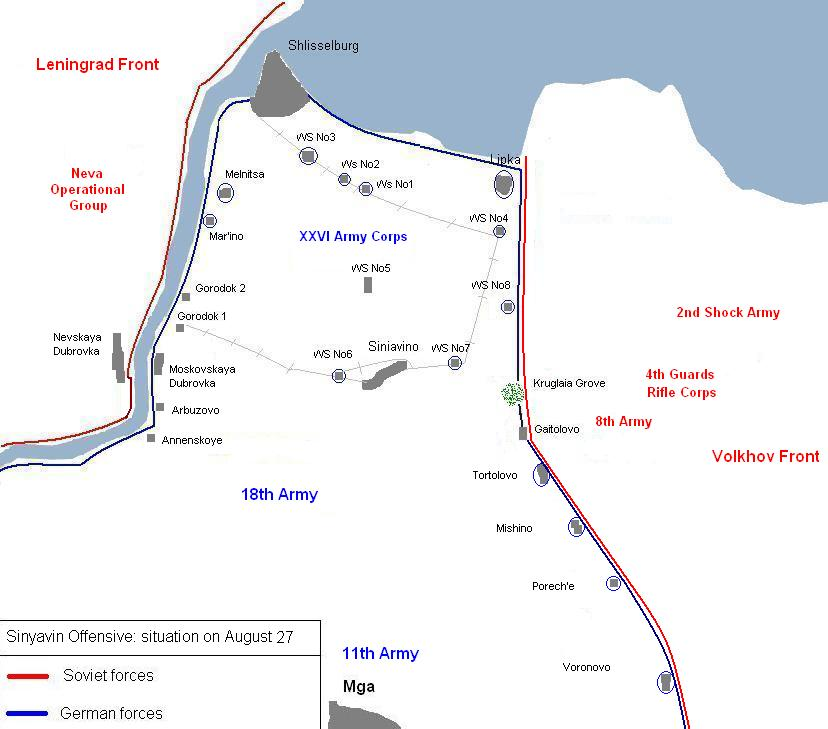
Linia frontu przed ofensywą Frontu Wołchowskiego

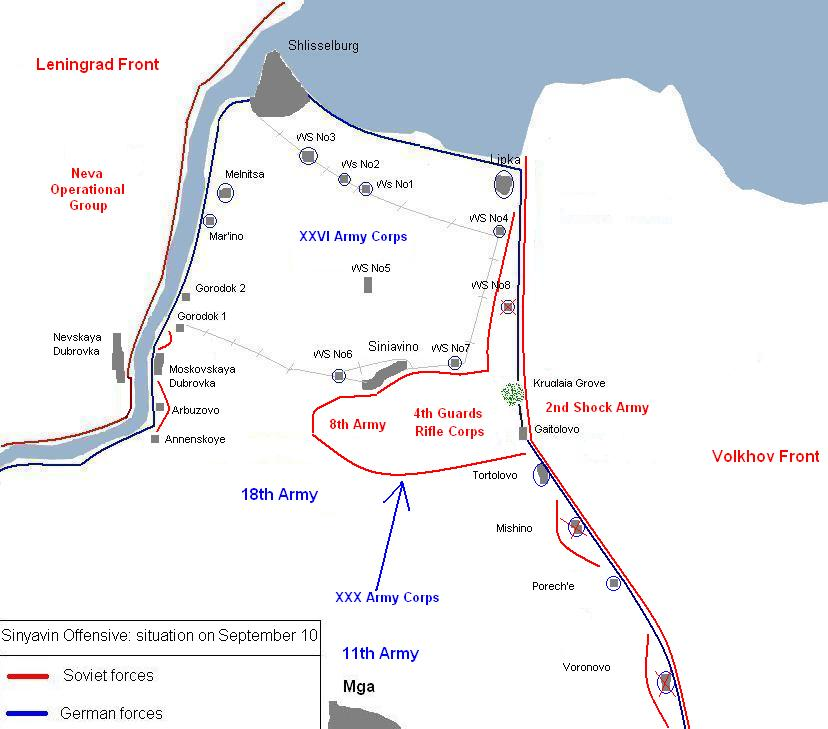
Najdalsze posunięcie wojsk radzieckich podczas ofensywy

Ostatecznie operacja radziecka rozpoczęła się przed niemiecką 19 sierpnia, chociaż niemieckie źródła podają inne daty. Spowodowane jest to tym, że ofensywa Frontu Wołchowskiego rozpoczęła się dopiero po 27 sierpnia. Niemiecka operacja miała rozpocząć się 14 września. Front Leningradzki jak już wspomniano rozpoczął ofensywę 19 sierpnia, jednak z powodu ograniczonych zasobów w sprzęcie i ludziach front zdołał jedynie zająć przyczółki po drugiej stronie rzeki Newy, co miało pomóc połączeniu się z Frontem Wołchowskim. Strona niemiecka nie odebrała tego jako poważnej ofensywy, ponieważ Front Leningradzki już wcześniej przeprowadzał lokalne ofensywy w lipcu i na początku sierpnia. 19 sierpnia Franz Halder zanotował w swoim dzienniku: "Mamy do czynienia jak zwykle z drobnymi atakami w rejonie". Tym samym nie podjęto żadnych dodatkowych obronnych kroków.

### Główna ofensywa radziecka, Front Wołchowski, 27 sierpnia – 9 września
Ofensywa Frontu Wołchowskiego rozpoczęła się rankiem 27 sierpnia. Zakamuflowana koncentracja wojsk pozwoliła Rosjanom cieszyć się z przywileju sporej przewagi pierwszego dnia zarówno jeśli chodzi o ludzi, czołgi i artylerię i dodatkowo zaskoczyła Niemców. 8. Armia odnosiła początkowe sukcesy rozpraszając pierwszą linię niemieckiej obrony i wdzierając się na 3 km w głąb linii niemieckich w czasie pierwszego dnia ofensywy. Jednak wstępne próby rozszerzenia ataku na flanki nie powiodły się z powodu potężnego oporu Niemców. Niemieckie dowództwo zareagowało przemieszczeniem 5. Dywizji Górskiej i 28. Lekkiej Dywizji Piechoty (Jäger). Główne siły 170. Dywizji Piechoty, które dopiero co dotarły do Mgi także przyłączyły się do ofensywy. Oprócz tego Hitler rozkazał 3. Dywizji Górskiej zmianę przemieszczenia z Finlandii do Estonii.
29 sierpnia przerwa w niemieckiej linii obrony była głęboka na 7 km. W celu utrzymania ofensywy w kierunku Siniawina radzieckie siły rozpoczęły wprowadzanie do walki swoich dywizji drugiego rzutu. Siły niemieckie wzmocnione zostały dodatkowo własną dywizją pancerną i częścią 96. Dywizji Piechoty. Na zwrócenie uwagi zasługuje to, że tego dnia po raz pierwszy przemieszczono czołgi Tygrys, które stały się częścią 502. Batalionu Czołgowego, który 29 sierpnia posiadał cztery Tygrysy. Próba kontrataku za pomocą tych czołgów nie powiodła się, ponieważ dwa z czołgów natychmiast się zepsuły, a w trzecim czołgu doszło do przegrzania silnika.
Podczas pierwszej fazy wysłano lotnicze wzmocnienia do 1. Floty Powietrznej Luftwaffe należącej do Luftwafenkommando Ost (Wschodnie Dowództwo Luftwaffe). Oberkommando der Luftwaffe (Naczelne Dowództwo Luftwaffe) wysłało kilka Jagdgeschwader (Eskadra Myśliwska), aby wspomóc niemiecką obronę w intensywnych radzieckich atakach z powietrza. JG 54 i JG 77 zostały pospiesznie wysłane w celu zapewnienia przewagi powietrznej w operacjach na froncie bitwy. Pomimo oporu ze strony radzieckiej 14. Armii Lotniczej i jej przewagi w stosunku 2:1 Luftwaffe utrzymało dominację w powietrzu. 1. Flota Powietrzna Luftwaffe zniszczyła 42 radzieckie samoloty w poważnych bitwach powietrznych 1 i 2 września i tym samym zniwelowała nacisk Rosjan na niemieckie siły lądowe. Niemieckie działania powietrzne mogły być tak efektywne, ponieważ istnieją dowody, że morale pilotów radzieckich było już od dłuższego czasu bardzo słabe i piloci nie dawali z siebie wszystkiego. To spowodowało gwałtowną reakcję Stalina, który zagroził, że piloci, którzy będą odmawiać aktywnej walki z wrogiem staną przed sądem wojskowym.
5 września nastąpiła kulminacja ofensywy (ofensywa posunęła się o 9 km w głąb obrony niemieckiej) i był to najdalszy punkt jaki osiągnęła ta ofensywa. Tym samym brakowało już tylko 6 km do osiągnięcia brzegu Newy. Próby wyzwolenia Siniawina i przylegających do niego wzgórz spotkały się z wyjątkowym oporem i nie udały się. Na skrzydłach radzieckie siły zdobyły niemieckie umocnienia w Miszino 3 września i Woronowo 7 września. Jednak nie zdołano wyzwolić więcej terenu i aby przełamać pat użyto wojsk trzeciego rzutu (2. Armia Uderzeniowa), ale niemieckie kontrataki ze skrzydeł zatrzymały i tę ofensywę. 7 września dwie dywizje 8. Armii zostały zastąpione świeżą dywizją i brygadą pancerną w celu kontynuacji ofensywy.

### Pat w dniach 10-20 września
Jak już wspomniano bitwa zamieniła się w sytuację patową, gdzie żadna ze stron mimo prób nie zdobywała nowego terenu. Między 10 a 19 września nie doszło do poważnych zmian. Strona radziecka czekała na posiłki i wsparcie powietrzne mając nadzieję na sforsowanie tych brakujących 7 km, które oddzielały je od Frontu Leningradzkiego, ale oczekiwanie na posiłki przedłużało się.
Zatrzymawszy radziecką ofensywę siły niemieckie chciały ją teraz zniszczyć. Manstein, który został mianowany przez Hitlera na dowódcę wojsk w tym rejonie, nosił się z zamiarem odcięcia tego wybrzuszenia, które zostało stworzone przez radziecką ofensywę. Jednak pierwszy kontratak 10 września nie udał się i zakończył się dużymi stratami po napotkaniu przez Niemców rozległych pól minowych, ognia artylerii oraz moździerzy. W tej sytuacji Manstein zdecydował się skoncentrować siły na tzw. atak nożycowy, podczas gdy lokalne kontrataki Niemców trzymały w szachu radzieckie próby kontynuowania ofensywy}.

### Niemiecka kontrofensywa w dniach 21 września – 15 października

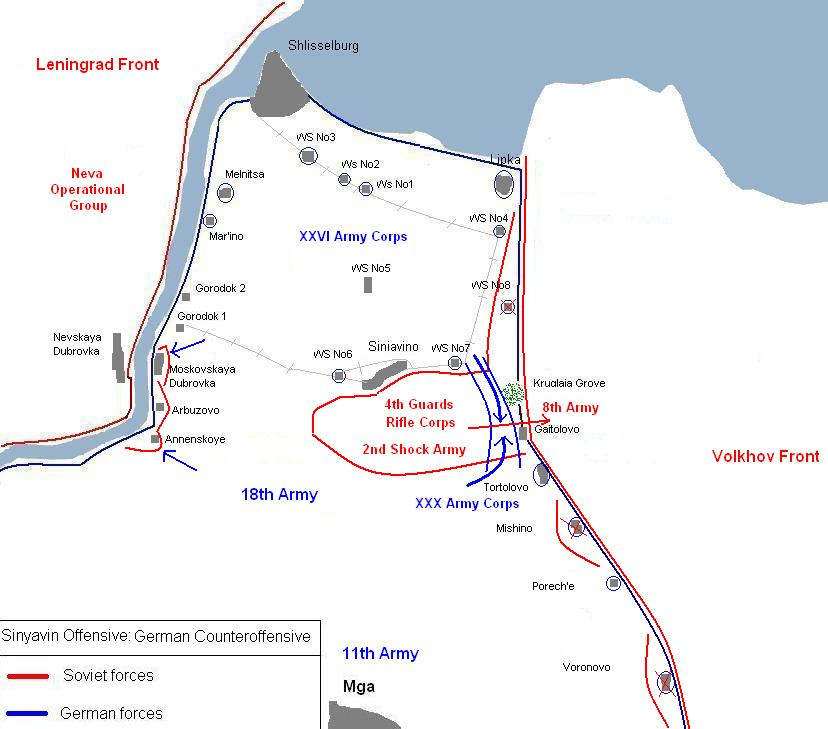
Niemiecka kontrofensywa

Główna kontrofensywa Niemców rozpoczęła się 21 września. W ataku brało udział 6 dywizji – 121. Dywizja Piechoty nacierała z północy, zaś 24., 132. i 170. Dywizja Piechoty XXX Korpusu Armijnego nacierały z południa, a 3. Dywizja Górska i 28. Lekka Dywizja Piechoty czaiły się w odwodzie. 5. Dywizja Górska poniosła duże straty i nie brała większego udziału w kontrofensywie.
Kontratakujący Niemcy napotkali na te samy problemy co siły radzieckie w poprzednim miesiącu. Marsz w bardzo trudnym terenie przełamujący pozycje obronne był bardzo spowolniony, a straty bardzo duże. Dopiero 25 września, po pięciu dniach zaciekłych walk, siły niemieckie połączyły się niedaleko miasta Gajtolowo i tym samym cześć radzieckiej 8. Armii (6. Gwardyjski Korpus Strzelecki) i 2. Armii Uderzeniowej znalazły się w okrążeniu. Po poradzeniu sobie z radzieckimi próbami wydostania się z okrążenia siły te zostały zbombardowane ciężkim ogniem artylerii i ataków lotniczych. W tym samym czasie 28. Lekka Dywizja Piechoty i 12. Dywizja Pancerna udaremniły próby Frontu Leningradzkiego rozszerzenia przyczółków.
W krwawych walkach od końca września do 15 października niemieckie siły zmniejszyły wybrzuszenie i ponownie zajęły wcześniej utracone punkty umocnień oprócz małego przyczółka utrzymanego przez Front Leningradzki w pobliżu Moskiewskiej Dubrowki.

## Po bitwie
Dla Związku Radzieckiego operacja była bardzo kosztowną porażką, chociaż w porównaniu z klęską Rosjan niedaleko Miasnoja Bora w czerwcu i lipcu, kiedy to 2. Armia Uderzeniowa została niemal całkowicie zniszczona i wzięto 33 000 jeńców, to ta porażka nie wydawała się aż tak wielka. Dopiero po trzech miesiącach radzieckie siły były w stanie przeprowadzić nową ofensywę, operację "Iskra". Operacja ta zdołała otworzyć korytarz do Leningradu w styczniu 1943 roku.
Dla Niemców efekty były większe, ale chociaż radzieckie zagrożenie zostało wyeliminowane, a pozycje 18. Armii ustabilizowały się, to jednak 11. Armia poniosła olbrzymie straty w ludziach, sprzęcie i amunicji. 18. Armia także poniosła straty, a w szczególności 223. Dywizja Piechoty, która broniła się przed atakiem 8. Armii w pierwszym dniu radzieckiej ofensywy. Duże straty spowodowały, że OKH wydało rozkaz operacyjny nr 1, nakazujący Grupie Armii "Północ" nie przeprowadzania żadnych akcji ofensywnych zimą 1942–1943. Dodatkowo w listopadzie 1942 roku niemieckie wzmocnienia i inne jednostki zostały przesunięte z Grupy Armii "Północ" na południe, by wziąć udział w walce z kontrofensywą radziecką pod Stalingradem, tym samym operacja "Nordlicht" została zaniechana.